# NGC 2344
NGC 2344 (другие обозначения — UGC 3734, MCG 8-13-103, ZWG 234.100, KARA 180, NPM1G +47.0086, PGC 20395) — спиральная галактика в созвездии Рыси. Открыта Льюисом Свифтом в 1886 году. Галактика изолирована, показатель цвета центральных областей заметно краснее, чем остальных частей. В центре галактики также наблюдается кольцо.
Этот объект входит в число перечисленных в оригинальной редакции «Нового общего каталога».